# Boeing P-12

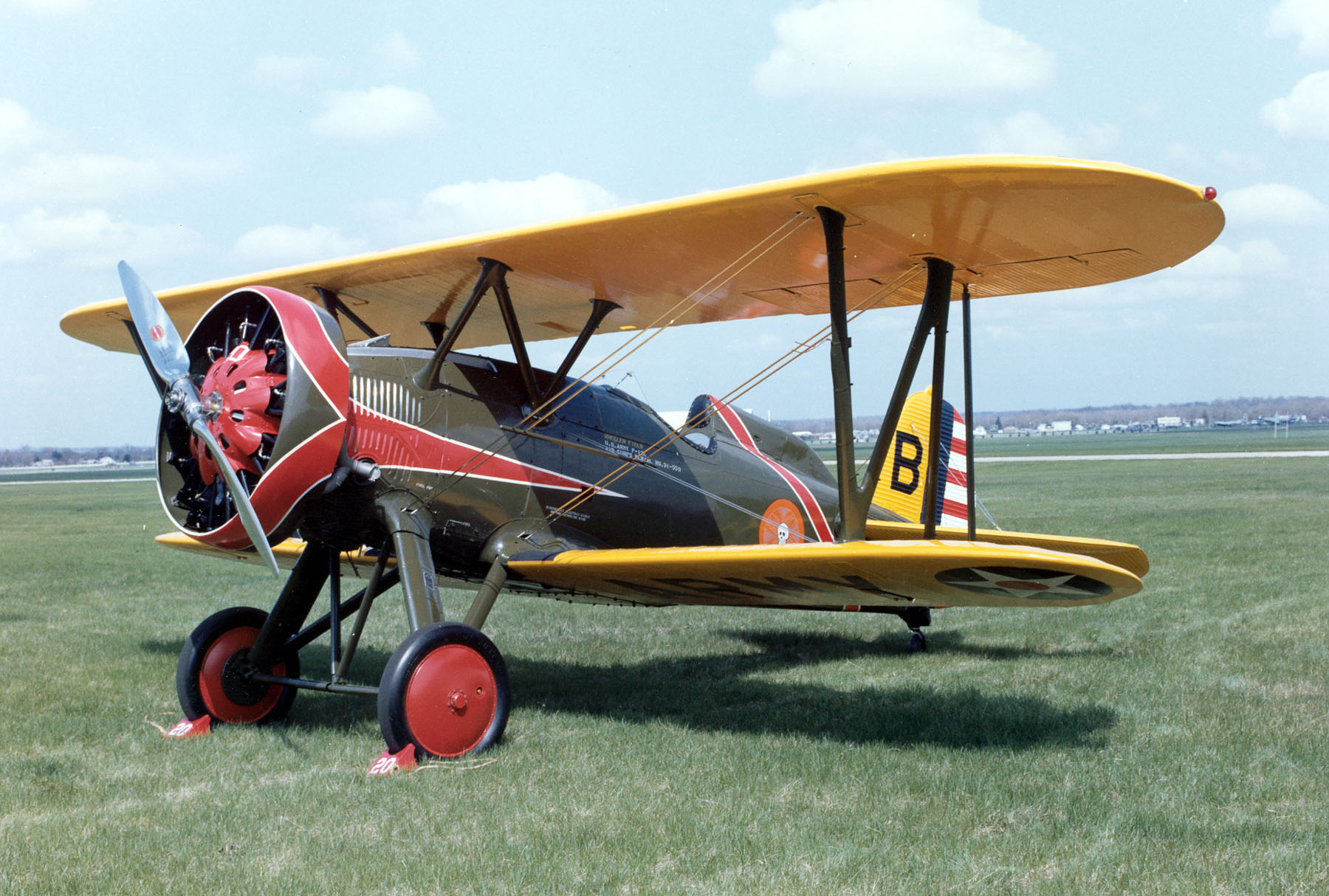
Boeing P-12E im National Museum of the United States Air Force

Die Boeing P-12 war ein Doppeldecker-Jagdflugzeug des US-amerikanischen Herstellers Boeing.
Das in den Jahren 1929 bis 1932 sowohl als Heeresflugzeug an das United States Army Air Corps (USAAC) als auch in einer Marineausführung an die US Navy ausgelieferte Muster war der Standardjäger dieser beiden Teilstreitkräfte zwischen den beiden Weltkriegen und aufgrund der hohen ausgelieferten Stückzahlen auch ein kommerzieller Erfolg für die Firma Boeing.
Die Maschine war das letzte Doppeldecker-Jagdflugzeug der USA; einige Maschinen waren dort bis in das Jahr 1941 hinein im Einsatz, nach Thailand gelieferte Maschinen sollen dort sogar bis 1949 in Dienst gestanden haben.

## Aufbau
Die Boeing P-12 war ein einmotoriger einstieliger Doppeldecker mit unterschiedlicher Spannweite der beiden Tragflügel bei gleicher Profiltiefe. Der Rumpf bestand aus einer stoffbespannten (in späteren Versionen mit Aluminium beplankt) Stahlrohrrahmenkonstruktion, das Tragwerk war eine stoffbespannte Holzkonstruktion. Das zweirädrige Hauptfahrwerk, das je nach Version auf unterschiedliche Weise mit dem Rumpf verbunden war, war unverkleidet mit einem – je nach Typ – starren oder lenkbaren Hecksporn, in einer Variante auch mit Heckspornrad. Die Marineversionen waren in der Regel mit einem Fanghaken ausgestattet.

## Entwicklung
Nachdem Boeing bereits im Jahre 1925 der US Navy die F2B ausliefern konnte, erhoffte sich das Unternehmen einen Folgeauftrag für das Nachfolgemodell. So fertigte Boeing Anfang 1928 auf eigene Kosten zwei Vorserienmaschinen – Erstflug am 25. Juni 1928 – und lieferte diese an die Navy aus in der Hoffnung, dass die dortigen Tests der zu dieser Zeit firmenintern als Model 83 bezeichneten Maschinen zu einer Bestellung einer entsprechenden Stückzahl dieses einsitzigen Jagdflugzeuges führen würden; auch erhoffte man sich, mit dem neuen Muster die inzwischen in die Jahre gekommenen Maschinen des Typs PW-9 bei der US Army ersetzen zu können (die geplante Army-Version wurde zunächst firmenintern als Model 89 bezeichnet).
Bei den Militärs wurden beide Maschinen, die sich in Details aufgrund der abweichenden Einsatzbedingungen bei den unterschiedlichen Waffengattungen unterschieden, als XF4B-1 bezeichnet. Die Marineversion wurde auch von den Heeresfliegern getestet.
Die beiden Typen unterschieden sich in der Bauart des Fahrwerks, außerdem war die Marineversion für den Einsatz auf Flugzeugträgern mit einem Fanghaken ausgestattet, während die Heeresausführung eine Vorrichtung zum Mitführen einer 249 kg-Bombe besaß. Ungewöhnlich war Boeings Philosophie bei dieser Weiterentwicklung. Entgegen der sonst üblichen Praxis, ein neues Modell mit einem aktuellen und stärkeren Triebwerk auszustatten, erhoffte man sich in diesem Fall eine Leistungssteigerung im Vergleich zur PW-9 und zur F2B lediglich durch Verbesserung der Zelle bei Verwendung des in den Vorgängermodellen bewährten Pratt & Whitney-Wasp-Motors.
Die Tests bei der Navy führten zu der Forderung nach einer Maschine, die dem Model 89 mit Fanghaken entsprach, und brachte Boeing zunächst einen Produktionsauftrag der Marine von 27 Maschinen – bezeichnet als F4B-1 – ein. Nach dem Erstflug wurden binnen 4 Monaten alle 27 bestellten Maschinen ausgeliefert, und diese Flugzeuge bildeten den Grundstein für eine Vielzahl von Varianten, die gemeinhin als Boeing P-12 bekannt geworden sind. Die erste gelieferte Maschine startete am 26. Februar 1929 mit Captain Ira Eaker am Steuer zu einem Werbeflug nach Mittelamerika.

## Varianten
(die erste Bezeichnung ist die Boeing-interne Modellbezeichnung, die Bezeichnung in Klammern entspricht der Typenbezeichnung der Streitkräfte)

### Model 99 (F4B-1A)
Einzelstück; Umrüstung einer Maschine der ursprünglichen F4B1-Reihe für einen hochgestellten Mitarbeiter der US Navy

### Model 100
Bezeichnung für vier Zivilmaschinen entspr. der F4B-1-Reihe, die von Boeing für den Export hergestellt wurden

### Model 101A
Einzelstück; für den US-Milliardär Howard Hughes hergestellter Zweisitzer

### Model 100E
zwei Maschinen ähnlich Model 234 (s. u.), ausgeliefert an Thailand/Royal Thai Air Force

### Model 100F
eine Maschine, an Pratt & Whitney ausgeliefert für Triebwerkstests (ähnlich Model 251 s. u.)

### Model 101 (XP-12A)
modifizierte Model 102; die Modifikationen bezogen sich auf geänderte Quer- und Höhenruder, einem veränderten Fahrwerk, einem schwenkbaren Hecksporn sowie einer NACA-Motorverkleidung

### Model 102 (P-12)
So wurden die ersten neun von insgesamt 10 von der US-Army-bestellten Maschinen bezeichnet, die nach den erfolgreichen Tests bei Boeing bestellt wurden. Dieser Typ entsprach weitestgehend dem Testmuster der Model 89-Reihe (XF4B-1).

### Model 102B (P-12B)
Diese Ausführung entsprach der Model 101-Reihe mit verbesserten Quer- und Höhenrudern; 90 Maschinen dieses Typs wurden von der US Army beschafft.

### XP-12G
Ein Einzelstück aus der P-12B-Reihe (siehe oben) wurde kurzzeitig für Testzwecke von der US Army mit einem Sternmotor des Typs Pratt & Whitney-R1340 mit Turbolader ausgestattet, später aber wieder auf den Standard zurückgebaut.

### Model 218
Die Model 218 war ein Einzelstück von Boeing, gebaut mit einem Rumpf in Halbschalenbauweise. Die Maschine wurde der US Army für Tests als Muster für Model 234 kurzzeitig zur Verfügung gestellt und später nach China verkauft. Dort ging sie bei einem Luftkampf mit drei japanischen Flugzeugen verloren, nachdem ihr Pilot zwei seiner Gegner abschießen konnte.

### Model 222 (P-12C)
verbesserte Model 102B mit Stromlinienverkleidung des Triebwerks, mit einem Fahrwerk ähnlich der Ursprungsausführung des Model 83; 131 Maschinen dieser Reihe wurden von der US Army bestellt, 95 (nach anderer Quelle 96) Maschinen wurden ausgeliefert (Rest als Model 227)

### Model 223 (F4B-2)

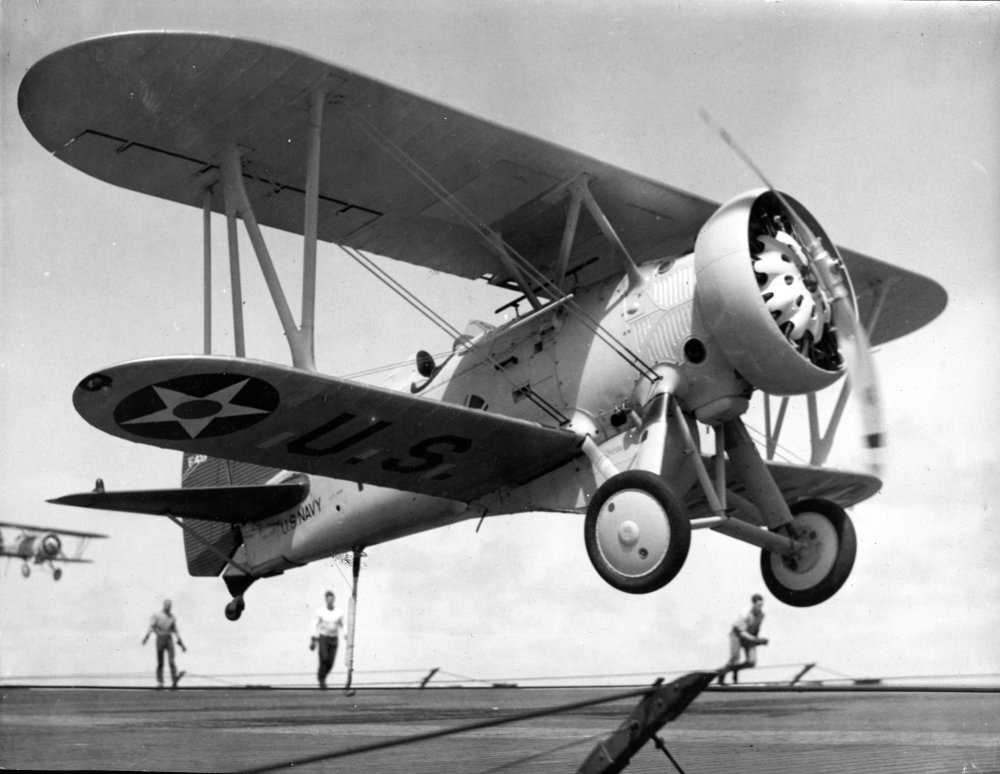
F4B bei der Landung auf einem Flugzeugträger

48 Maschinen der Marineausführung der Model 222 (mit Spornrad)

### Model 227 (P-12D)
restliche 36 Maschinen der Model 222-Lieferung; die Änderung der Typenbezeichnung ergab sich aus kleineren Detailänderungen

### XP-12H
ein Exemplar der Model 227-Reihe, das kurzzeitig versuchsweise mit anderer Motorisierung ausgestattet war und später auf P-12D-Standard zurückgebaut wurde

### Model 234 (P-12E)
135 Maschinen dieses Typs wurden von der US Army bestellt, 110 Exemplare wurden von Boeing produziert, der Rest wurde als Model 251 mit abweichender Motorisierung ausgeliefert

### Model 235 (F4B-3 bzw. F4B-4)
21 Exemplare der Model 235-Reihe wurden von der Navy als F4B-3 eingesetzt; die Maschinen entsprachen im Grundsatz der P-12E der Army; weitere 92 Stück dieses Modells erhielten ein größeres Seitenleitwerk und wurden von der Navy als F4B-4 bezeichnet.
In die Kopfstützen der letzten 45 Maschinen dieser Reihe wurde ein zusammengefaltetes Schlauchboot integriert.

### Model 251 (P-12F)
die letzten 25 ausgelieferten Maschinen der Model 234-Reihe, ausgestattet mit einem Pratt & Whitney-SR-1340 einer neueren Generation, der den Vorteil hatte, in großen Höhen eine bessere Leistung zu liefern als der Vorgänger

### Model 256
14 nach Brasilien gelieferte Maschinen (Ausführung entsprach der F4B-4, jedoch ohne Fanghaken für die Verwendung als Landflugzeug)

### Model 267
Muster ebenfalls für Brasilien; dieser Typ, von dem 14 Stück ausgeliefert wurden, hatte das Tragwerk der P-12E, ansonsten entsprach die Maschine der F4B-3

### P-12J
Bezeichnung für sieben aus der P-12E umgebaute Maschinen mit F-2-Turbolader, der Zeitpunkt der Umrüstung ist nicht bekannt, ebenso wenig liegen Informationen darüber vor, ob später evtl. ein Rückbau erfolgt ist.
Anzumerken ist noch, dass einige P-12, die ursprünglich an die US Army ausgeliefert worden waren, im Jahre 1940 an die Navy übergeben worden sind und dort als F4B-4A bezeichnet wurden.
Zwischen 1929 und 1931 wurden von Boeing 586 Maschinen dieser Typenfamilie produziert, davon 366 Stück an die US-Streitkräfte geliefert. Sie wurde außer in den USA, Brasilien und China auch in Spanien eingesetzt.

## P-12 in Museen
- eine Maschine vom Typ P-12E steht heute im National Museum of the United States Air Force, Dayton, Ohio
- eine P-12 ist im National Air and Space Museum der Smithsonian Institution in Washington D.C. ausgestellt
- auch eine Maschine in Marineausführung, eine F4B-4, ist erhalten geblieben und im National Museum of Naval Aviation auf der Naval Air Station Pensacola Florida ausgestellt
- eine der beiden nach Thailand ausgelieferten Maschinen ist im Royal Thai Air Force Museum zu sehen

## Technische Daten
| Kenngröße             | Daten (P-12E)                                                             |
| --------------------- | ------------------------------------------------------------------------- |
| Besatzung             | 1                                                                         |
| Länge                 | 6,19 m                                                                    |
| Spannweite            | 9,14 m                                                                    |
| Höhe                  | 2,74 m                                                                    |
| Motor                 | Pratt & Whitney R-1340-17, 373 kW (507 PS)                                |
| Höchstgeschwindigkeit | 304 km/h                                                                  |
| Marschgeschwindigkeit | 257 km/h                                                                  |
| Reichweite            | 917 km                                                                    |
| max. Startmasse       | 1220 kg                                                                   |
| Bewaffnung            | zwei 7,62 mm MG oder ein 7,62 und ein 12,7 mm MG. Dazu Bomben (je 111 kg) |